# Violotta
La violotta est un instrument à cordes frottées de la famille des violons, proche du violon ténor, mis au point par le luthier allemand Alfred Stelzner. La violotta a obtenu sa patente en 1891.
Sa voix est d'un octave plus profond que le violon, à savoir: sol ré la mi. Elle est rarement prescrite par les compositeurs. Les œuvres en question comprennent le Quintette à cordes en la majeur (WoO 25) de Felix Draeseke, des sextuors à cordes d'Arnold Krug (ré majeur, op. 68), Eduard Behm et de Theodor Streicher (fa majeur), ainsi que l'opéra Der Pfeifertag de Max von Schillings.